# Bengt Gustaf Bredberg
Bengt Gustaf Bredberg, född 6 juni 1797 på Underås vid Göteborg, död 4 december 1873 i Valdemarsvik (Ringarums församling), var en svensk kemist och metallurg.
Bredberg blev 1810 student vid Uppsala universitet, där han 1815 tog hovrättsexamen och 1816 bergsexamen. År 1817 blev han bergsvärdie i Sala och erhöll 1824 bergmästartitel. Från sistnämnda år till 1831 hade han flera förordnanden som lärare vid Bergsskolan i Falun. Åren 1836-49 var han bergmästare i Nya Kopparbergs bergslag. Åren 1835-1842 var han, i egenskap av s.k. aktieägande direktör, ledamot i Göta kanals direktion, och under en del av 1840 var han ordförande i direktionen samt vid de viktiga bolagsstämmor, då Motala verkstad skildes från kanalverket. År 1831 valdes han till ledamot av Vetenskaps- och vitterhetssamhället i Göteborg och 1842 till ledamot av Vetenskapsakademien. 
Bredberg blev ett framstående namn i metallurgin, särskilt vad gäller tillgodogörandet av silver, koppar och  nickel. Han var den förste, som i Sverige med allvar tillämpade den kemiska teorin vid dessa malmers smältning. Under sin tjänstgöring i Sala gjorde han flera viktiga förbättringar i silversmältningen, särskilt genom sina undersökningar av slaggernas sammansättning. Även genom undersökningen av vaskningsförlusterna, publicerad i avhandlingen Om aftersortering, förbättrade han denna process och vann välförtjänt anseende även vid de tyska bergverken på Harz och i Sachsen. Under den tid Bredberg var bergmästare i Nya Kopparberg, återupptogs (1838) till följd av hans initiativ de sedan många år ödelagda Ljusnarsbergs koppargruvor i Nya Kopparberget, och koppartillverkningen återupptogs, vilket fick stor betydelse för bergslaget. 
Han blev dock mest berömd för sina åtgärder vid Åtvidabergs kopparverk, där han 1844-1850 var anställd för att sköta smältningarna. Genom ett fullständigare utvinnande av den i malmen befintliga kopparn, men framförallt genom tillgodogörande av de svavelmetaller (s.k. skumnas), vilka fanns i de gamla slaggvarparna, lyckades han inom kort öka koppartillverkningen från 4 000 till 12 000 centner om året. Angående den Bredberg genom kontrakt tillförsäkrade högst betydliga vinsten av den ökade koppartillverkningen började ägaren av Åtvidaberg mot honom en process, som på den tiden väckte stor uppmärksamhet, men som genom kompromiss avgjordes till Bredbergs fördel. Redan under vistelsen på Åtvidaberg inköpte Bredberg Valdemarsviks kopparverk och Fångö gruvor, på vilka han dock genom dåliga konjunkturer och olyckliga affärsförbindelser förlorade sin förmögenhet. Under 1850- och 1860-talen biträdde han dessutom med smältningarna såväl vid Kleva nickelverk som vid Gustafs och Carlbergs kopparverk (Fröå gruva) vid Åre i Jämtland.
Under de sista tio åren av sin levnad var han huvudsakligen sysselsatt med utgivandet av sina Metallurgiska anteckningar (1863-1869), i vilka han redogör för sina förbättringar i de olika metallernas tillgodogörande. Av de övriga skrifter, som Bredberg utgav, är de flesta införda i "Vetenskapsakademiens handlingar", nämligen Försök att bestämma den kemiska sammansättningen hos de vid smältprocesser i stort bildade slagger (1823), Försök att bestämma den kemiska sammansättningen hos de vid smältprocesser i stort bildade metalliska svafvelföreningar (1828), Om kiselsyrans användande vid koppargarning (1842) och Om nickelprocessen vid Klefva (i översikten av nämnda handlingar för 1851). I "Jernkontorets annaler" för 1827 finns den av Bredberg författade avhandlingen Om aftersortering. De flesta av dessa skrifter är i översättning införda i åtskilliga utländska tekniska tidskrifter.